# Liste der Hochhäuser in Maryland
In der Liste der Hochhäuser in Maryland werden die höchsten Hochhäuser im US-Bundesstaat Maryland ab einer strukturellen Höhe von 75 Metern aufgezählt. Das bedeutet die Höhe bis zum höchsten Punkt des Gebäudes ohne Antenne. Aufgezählt werden nur fertiggestellte und im Bau befindliche Hochhäuser.

## Auflistung der Hochhäuser nach Höhe
| Nr. | Name                                       | Stadt          | Höhe    | Etagen | Baujahr | Status |
| --- | ------------------------------------------ | -------------- | ------- | ------ | ------- | ------ |
| 1.  | Transamerica Tower                         | Baltimore      | 161,2 m | 40     | 1963    | Erbaut |
| 2.  | Bank of America Building                   | Baltimore      | 155,2 m | 37     | 1924    | Erbaut |
| 3.  | William Donald Schaefer Tower              | Baltimore      | 150,3 m | 37     | 1986    | Erbaut |
| 4.  | One South Street                           | Baltimore      | 138,4 m | 31     | 1992    | Erbaut |
| 5.  | 100 East Pratt Street                      | Baltimore      | 127,6 m | 28     | 1992    | Erbaut |
| 6.  | World Trade Center                         | Baltimore      | 123,5 m | 32     | 1977    | Erbaut |
| 7.  | The Gallery at Harborplace                 | Baltimore      | 121,9 m | 28     | 1988    | Erbaut |
| 8.  | Baltimore Marriott Waterfront Hotel        | Baltimore      | 121,7 m | 32     | 2001    | Erbaut |
| 9.  | Tremont Plaza Hotel                        | Baltimore      | 120,4 m | 37     | 1967    | Erbaut |
| 10. | Charles Towers South Apartments            | Baltimore      | 117,4 m | 30     | 1969    | Erbaut |
| 11. | Blaustein Building                         | Baltimore      | 109,7 m | 30     | 1962    | Erbaut |
| =   | 250 West Pratt Street                      | Baltimore      | 109,6 m | 24     | 1986    | Erbaut |
| 13. | SunTrust Bank Building                     | Baltimore      | 108,9 m | 25     | 1989    | Erbaut |
| =   | St. Paul Plaza                             | Baltimore      | 108,9 m | 25     | 1989    | Erbaut |
| 15. | Towers at Harbor Court                     | Baltimore      | 108,5 m | 28     | 1987    | Erbaut |
| 16. | 201 North Charles Street Building          | Baltimore      | 106,7 m | 28     | 1967    | Erbaut |
| =   | Charles Towers North Apartments            | Baltimore      | 106,7 m | 27     | 1967    | Erbaut |
| =   | Legg Mason Tower                           | Baltimore      | 106,7 m | 24     | 2009    | Erbaut |
| 19. | 414 Water Street                           | Baltimore      | 104,8 m | 33     | 2008    | Erbaut |
| 20. | HarborView Condominium                     | Baltimore      | 104,4 m | 29     | 1993    | Erbaut |
| 21. | Wells Fargo Tower                          | Baltimore      | 100,6 m | 25     | 1985    | Erbaut |
| =   | Charles Center South                       | Baltimore      | 100,6 m | 25     | 1975    | Erbaut |
| 23. | Redwood Tower Building                     | Baltimore      | 100,1 m | 23     |         | Erbaut |
| 24. | Mercantile Bank and Trust Company          | Baltimore      | 96 m    | 21     | 1969    | Erbaut |
| =   | M & T Bank Building                        | Baltimore      | 96 m    | 22     | 1972    | Erbaut |
| 26. | The Ridgely                                | Towson         | 95,9 m  | 29     | 1975    | Erbaut |
| 27. | Silo Point                                 | Baltimore      | 94,5 m  | 24     | 1923    | Erbaut |
| 28. | Vue Harbor East                            | Baltimore      | 93,3 m  | 30     | 2007    | Erbaut |
| 29. | Sheraton Baltimore City Center South Tower | Baltimore      | 92,1 m  | 27     | 1967    | Erbaut |
| 30. | Carousel Beachfront Hotel & Suites         | Ocean City     | 90,9 m  | 25     | 1962    | Erbaut |
| 31. | Park Charles                               | Baltimore      | 89,9 m  | 25     |         | Erbaut |
| 32. | 750 East Pratt Street                      | Baltimore      | 89,3 m  | 19     | 2002    | Erbaut |
| =   | BGE Building                               | Baltimore      | 89,3 m  | 21     | 1916    | Erbaut |
| 34. | Radisson Plaza Lord Baltimore              | Baltimore      | 88,1 m  | 23     | 1928    | Erbaut |
| =   | Emerson Tower                              | Baltimore      | 88,1 m  | 15     | 1911    | Erbaut |
| =   | North Bethesda Market                      | North Bethesda | 88,1 m  | 24     | 2011    | Erbaut |
| 37. | The Quay                                   | Ocean City     | 87,2 m  | 26     | 1977    | Erbaut |
| 38. | Century I                                  | Ocean City     | 87,2 m  | 26     | 1975    | Erbaut |
| 39. | Bank of America Building                   | Baltimore      | 87 m    | 18     |         | Erbaut |
| 40. | The Penthouse                              | Towson         | 86 m    | 26     |         | Erbaut |
| 41. | Sheraton Baltimore City Center North Tower | Baltimore      | 85,4 m  | 23     | 1974    | Erbaut |
| 42. | Mercy Medical Center Inpatient Tower       | Baltimore      | 84 m    | 20     | 1963    | Erbaut |
| 43. | Washingtonian Tower                        | Gaithersburg   | 83,8 m  | 25     | 1966    | Erbaut |
| =   | The Willoughby                             | Chevy Chase    | 83,8 m  | 20     | 1970    | Erbaut |
| 45. | Baltimore Federal Financial Building       | Baltimore      | 82,7 m  | 19     | 1984    | Erbaut |
| 46. | One Charles Center                         | Baltimore      | 82 m    | 25     | 1963    | Erbaut |
| 47. | One White Flint North                      | North Bethesda | 81,1 m  | 18     | 1986    | Erbaut |
| 48. | National Naval Medical Center              | Bethesda       | 80,5 m  | 19     | 1942    | Erbaut |
| 49. | 1st Mariner Bank Tower                     | Baltimore      | 79,9 m  | 20     | 2006    | Erbaut |
| 50. | White Oak Towers                           | White Oak      | 79,4 m  | 24     | 1969    | Erbaut |
| 51. | CitiFinancial Building                     | Baltimore      | 78,9 m  | 20     | 1957    | Erbaut |
| 52. | Bank of America Center                     | Baltimore      | 78,4 m  | 18     |         | Erbaut |
| 53. | First National Bank Building               | Baltimore      | 77,4 m  | 20     | 1924    | Erbaut |
| 54. | One Calvert Plaza                          | Baltimore      | 76,2 m  | 16     | 1901    | Erbaut |
| =   | Chevy Chase Bank Towers                    | Bethesda       | 76,2 m  | 19     | 2001    | Erbaut |
| 56. | Tabco Towers                               | Towson         | 76,1 m  | 23     |         | Erbaut |
| 57. | Grosvenor Tower                            | North Bethesda | 75,7 m  | 21     | 1988    | Erbaut |
| =   | TenTenOne Grosvenor                        | North Bethesda | 75,7 m  | 21     | 1986    | Erbaut |